# Ensaio de compactação Proctor

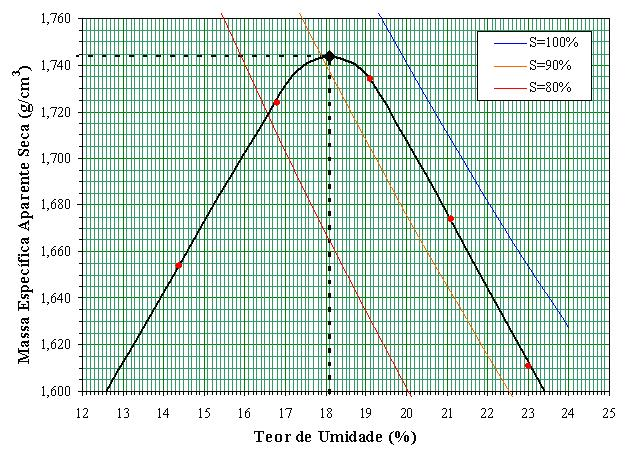
Curva de Compactação da qual se obtem a umidade ótima e a Massa Específica Aparente Seca Máxima.

Em Mecânica dos solos o Ensaio de compactação Proctor é um dos mais importantes procedimentos de estudo e controle de qualidade de aterros de solo compactado. Através dele é possível obter a densidade máxima do maciço terroso, condição que optimiza o empreendimento com relação ao custo e ao desempenho estrutural e hidráulico.
A metodologia foi desenvolvida pelo engenheiro Ralph Proctor em 1933, sendo normatizada nos Estados Unidos pela A.A.S.H.O - American Association of State Highway Officials e  no Brasil sua execução segue a norma ABNT NBR 7182/1986 - Ensaios de Compactação.
O ensaio consiste em compactar uma porção de solo em um cilindro com volume conhecido, fazendo-se variar a umidade de forma a obter o ponto de compactação máxima no qual obtém-se a umidade ótima de compactação. O ensaio pode ser realizado em três níveis de energia de compactação, conforme as especificações da obra: normal, intermediária e modificada.
A energia de compactação é dada pela equação:  {\displaystyle E={\frac {n*N*P*H}{V}}}
Onde:
- E - energia a ser aplicada na amostra de solo;
- n - número de camadas a serem compactadas no cilindro de moldagem;
- N - número de golpes aplicados por camada;
- P - peso do pilão;
- H - altura de queda do pilão;
- V - volume do molde.